# لشکر ۱۷ علی بن ابی‌طالب

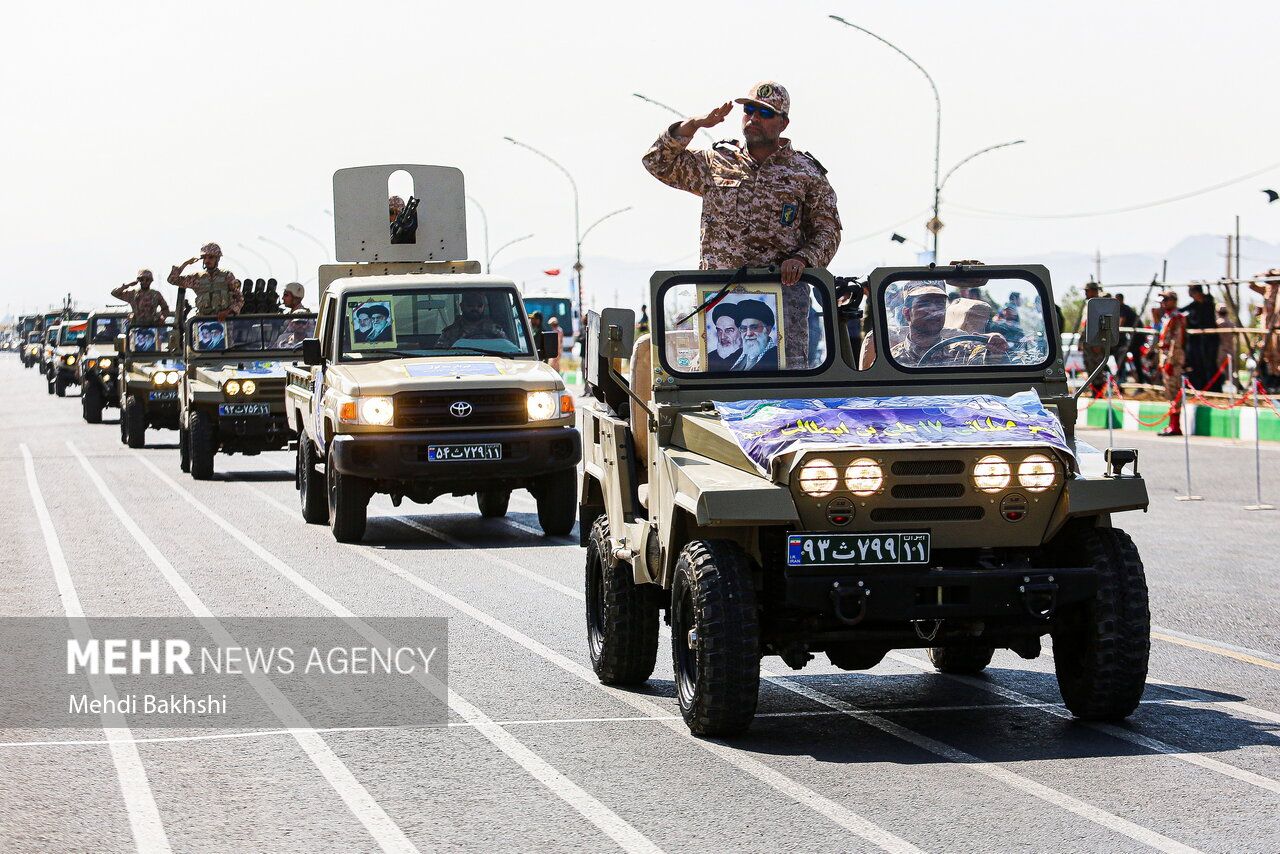
رژه ستون خودرویی لشکر ۱۷ به‌مناسبت سالگرد جنگ ایران و عراق در سال ۱۴۰۱، قم

لشکر عملیاتی مردم‌پایهٔ ۱۷ علی بن ابی‌طالب یا به اختصار لشکر ۱۷ علی بن ابی‌طالب لشکر پیاده زیرمجموعه نیروی زمینی سپاه پاسداران است، که در خلال جنگ ایران و عراق، از یگان‌های عمل‌کننده سپاه پاسداران به‌شمار می‌آمد، نخستین فرمانده آن مرتضی صفاری بود و پس از او، حسینعلی ترکی فرمانده لشکر ۱۷ شد‌ نیروهای لشکر ۱۷ از استان‌های قم، سمنان، زنجان و مرکزی تأمین می‌شد. در سال‌های جنگ ایران و عراق از درون لشکر ۱۷ چهار یگان منشعب شدند که به ترتیب تیپ ۱۲ قائم آل محمد، تیپ صاحب‌الزمان، لشکر مهندسی ۴۲ قدر و تیپ ۷۱ روح‌الله بودند، که هر کدام از این یگان‌ها نقش تاثیرگذاری در دوران جنگ داشتند. مهدی زین‌الدین فرمانده لشکر ۱۷ در سال‌های نخست جنگ ایران و عراق بود. هم‌اکنون سرتیپ‌دوم پاسدار حسین تناور فرماندهی لشکر ۱۷ را برعهده دارد.

## تاریخچه

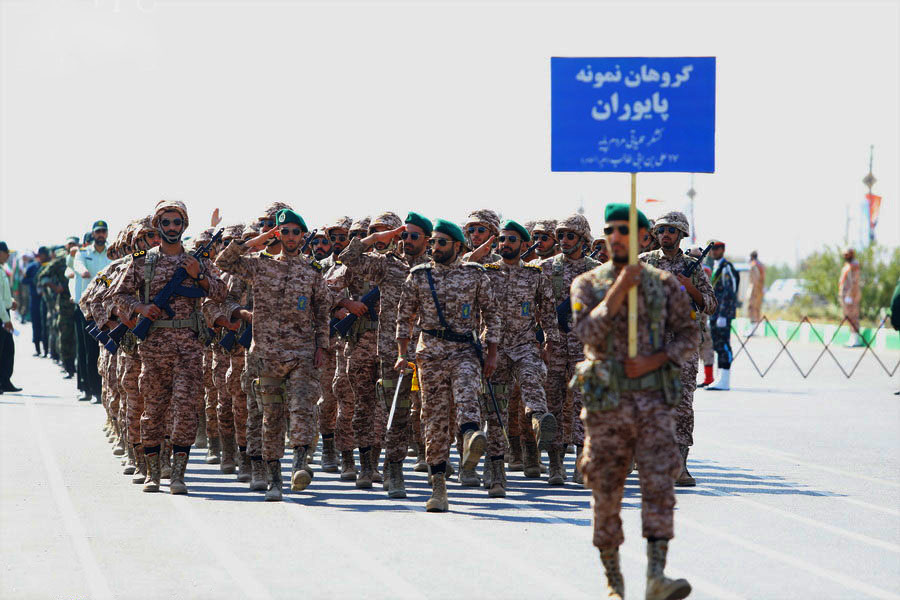
رژه نیروهای پایور لشکر ۱۷ به‌مناسبت سالگرد جنگ ایران و عراق

تیپ ۱۷ قم، پس از عملیات طریق‌القدس در منطقه عمومی شوش ‌با بهره‌گیری از نیروهای قم، شهرکرد، مشهد، بهبهان و شوش به فرماندهی حسینعلی ترکی راه‌اندازی شد. علت اصلی نام و شماره‌گذاری ‌تیپ ۱۷ قم، حضور زیاد نیروهای قمی در این تیپ ‌بود که به یاد فاطمه معصومه اسم تیپ را قم و به‌ یاد قیام قمی‌ها در اعتراض به مقاله روزنامه اطلاعات در ۱۷ دی‌ماه ۱۳۵۶ در مورد سید روح‌الله خمینی شماره‌ آن‌ ۱۷ شد. مردادماه ۱۳۶۱، تیپ ۱۷ قم به تیپ ۱۷ علی ابن ابی طالب‌ تغییر نام یافت. بعد از عملیات محرم ‌که سپاه پاسداران سازمان رزم خود را گسترش ‌داد تیپ ۱۷ به لشکر ۱۷ علی ابن ابی طالب‌ ارتقا پیدا کرد و با تشکیل دو تیپ به نام های تیپ یکم الهادی و تیپ دوم حضرت معصومه توسعه سازمان داد. در خرداد ۱۳۶۷ بعد از عملیات والفجر ۱۰ در وضعیت پدافندی این عملیات در منطقه عمومی حلبچه، لشکر ۱۷ به دو لشکر ۱۷ علی ابن ابی طالب و ۷۱ روح الله تفکیک و با فرماندهی مستقل آماده اجرای ماموریت شد. موضوع تفکیک لشکر ۱۷ به دو لشکر در راستای گسترش سازمان رزم سپاه و پیرو دستور علی شمخانی قائم مقام فرماندهی کل و فرمانده نیروی زمینی سپاه درآخرین ماه های جنگ انجام شد.
لشکر ۱۷ علی ابن ابی طالب‌ یکی از مهم‌ترین یگان‌های رزمی سپاه پاسداران است که در طول هشت سال جنگ ایران و عراق در ۱۷ نبرد مستقیم، سه نبرد تحت امر و ۲۸ عملیات پدافندی در جبهه‌های شمال غرب و جنوب، حضور و نقش زیادی داشته است.

## فرماندهان
مرتضی صفاری اولین فرمانده این یگان در بدو تأسیس بوده و در ادامه حسینعلی ترکی، حسن درویش و سپس مهدی زین‌الدین فرمانده این یگان شدند. بعد از مهدی زین‌الدین، عبدالله عراقی، غلامرضا جعفری و محمد میرجانی ساوه‌ای فرماندهی را برعهده داشتند. 
در اواسط دهه ۱۳۸۰ مهدی مهدوی‌نژاد فرمانده لشکر ۱۷ بود. از سال ۱۳۹۰ تا ۱۳۹۵ سیدعلی سیدی به‌عنوان فرمانده این لشکر فعالیت می‌کرد و در فاصله سالهای ۱۳۹۵ تا ۱۴۰۰ اسدالله گنجعلی فرماندهی لشکر ۱۷ را برعهده داشت. از دی‌ماه ۱۴۰۰ تاکنون حسین تناور فرمانده لشکر ۱۷ علی بن ابی طالب می‌باشد.